# Brandon Loschiavo
Brandon Loschiavo (Huntington Beach, 31 maggio 1997) è un tuffatore statunitense.

## Biografia
È figlio di Laura and Steve Loschiavo. Ha iniziato a praticare i tuffi dall'età di dodici anni e si è dedicato anche alla ginnastica.
Ai campionati mondiali di nuoto di Budapest 2017, gareggiando al fianco di Steele Johnson, si è classificato sesto nel concorso del sincro 10 metri.
Ai mondiali di Gwangju 2019 è giunto ottavo nel concorso della piattaforma 10 metri, concludendo alle spalle del britannico Tom Daley, campione del mondo uscente, per soli 25 centesimi di punto.